# Jordi Canal i Artigas
Jordi Canal Artigas (Berga, 11 de novembre de 1955) es un bibliotecari i estudiós del genere negre i policíac.
Diplomat en Biblioteconomia i Documentació per la Universitat de Barcelona, ha treballat a biblioteques públiques durant trenta-set anys. Fou director de la Biblioteca La Bòbila de l'Hospitalet de Llobregat entre 1999 i 2018, on creà un fons especial dedicat al gènere negre i policíac. També és creador del fanzine L’H Confidencial i del primer club de lectura de novel·la negra a l’Estat espanyol el gener de 2000. Impulsà la creació del Premi L'H Confidencial atorgat conjuntament per l’Ajuntament de l’Hospitalet i l'Editorial Roca. Juntament amb Àlex Martín Escribà ha publicat La Cua de Palla: retrat en groc i negre (2011) i Trets per totes bandes [ 2 v.] (2019 i 2021).